# Gran Premi del Brasil del 1994
Resultats del Gran Premi de Brasil de Fórmula 1 de la temporada 1994, disputat al Circuit Carlos Pace de Interlagos, el 27 de març del 1994.

## Resultats
| Pos | No | Pilot                 | Equip                 | Voltes | Temps/ Retirada | Pos. de sortida | Punts |
| --- | -- | --------------------- | --------------------- | ------ | --------------- | --------------- | ----- |
| 1   | 5  | Michael Schumacher    | Benetton - Ford       | 71     | 1h 35' 39. 2    | 2               | 10    |
| 2   | 0  | Damon Hill            | Williams - Renault    | 70     | + 1 Volta       | 4               | 6     |
| 3   | 27 | Jean Alesi            | Ferrari               | 70     | + 1 Volta       | 3               | 4     |
| 4   | 14 | Rubens Barrichello    | Jordan - Hart         | 70     | + 1 Volta       | 14              | 3     |
| 5   | 3  | Ukyo Katayama         | Tyrrell - Yamaha      | 69     | + 2 Voltes      | 10              | 2     |
| 6   | 29 | Karl Wendlinger       | Sauber - Mercedes     | 69     | + 2 Voltes      | 7               | 1     |
| 7   | 12 | Johnny Herbert        | Lotus - Mugen - Honda | 69     | + 2 Voltes      | 21              |       |
| 8   | 23 | Pierluigi Martini     | Minardi - Ford        | 69     | + 2 Voltes      | 15              |       |
| 9   | 20 | Érik Comas            | Larrousse - Ford      | 68     | + 3 Voltes      | 13              |       |
| 10  | 11 | Pedro Lamy            | Lotus - Mugen - Honda | 68     | + 3 Voltes      | 24              |       |
| 11  | 26 | Olivier Panis         | Ligier - Renault      | 68     | + 3 Voltes      | 19              |       |
| 12  | 31 | David Brabham         | Simtek - Ford         | 67     | + 4 Voltes      | 26              |       |
| Ret | 2  | Ayrton Senna          | Williams - Renault    | 55     | Virolla         | 1               |       |
| Ret | 8  | Martin Brundle        | McLaren - Peugeot     | 34     | Accident        | 18              |       |
| Ret | 15 | Eddie Irvine          | Jordan - Hart         | 34     | Accident        | 16              |       |
| Ret | 6  | Jos Verstappen        | Benetton - Ford       | 34     | Accident        | 9               |       |
| Ret | 25 | Éric Bernard          | Ligier - Renault      | 33     | Virolla         | 20              |       |
| Ret | 4  | Mark Blundell         | Tyrrell - Yamaha      | 21     | Virolla         | 12              |       |
| Ret | 9  | Christian Fittipaldi  | Footwork - Ford       | 21     | Caixa canvi     | 11              |       |
| Ret | 30 | Heinz Harald Frentzen | Sauber - Mercedes     | 15     | Virolla         | 5               |       |
| Ret | 7  | Mika Häkkinen         | McLaren - Peugeot     | 13     | Motor           | 8               |       |
| Ret | 24 | Michele Alboreto      | Minardi - Ford        | 7      | Motor           | 22              |       |
| Ret | 10 | Gianni Morbidelli     | Footwork - Ford       | 5      | Caixa canvi     | 6               |       |
| Ret | 28 | Gerhard Berger        | Ferrari               | 5      | Motor           | 17              |       |
| Ret | 19 | Olivier Beretta       | Larrousse - Ford      | 2      | Accident        | 23              |       |
| Ret | 34 | Bertrand Gachot       | Pacific - Ilmor       | 1      | Accident        | 25              |       |
| NVQ | 32 | Roland Ratzenberger   | Simtek - Ford         |        |                 | 27              |       |
| NVQ | 33 | Paul Belmondo         | Pacific - Ilmor       |        |                 | 28              |       |

## Altres
- Pole: Ayrton Senna 1' 15. 962

- Volta ràpida: Michael Schumacher 1' 18. 455 (a la volta 7)